# Terhathum (distrito)

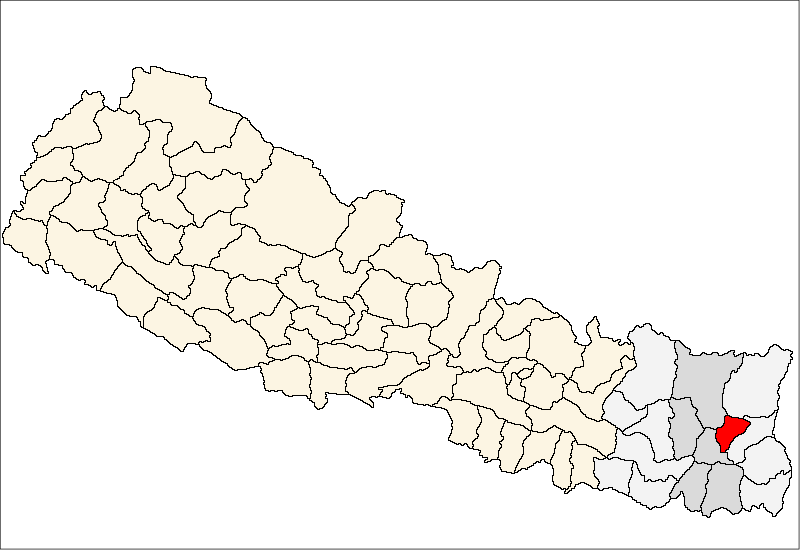
Localização do distrito no Nepal

Terhathum (तेह्रथुम) é um distrito da zona de Kosi, no Nepal. Sediado em Myanglung, cobre uma área de 679 km² e possui população de 101 577 habitantes (2011).

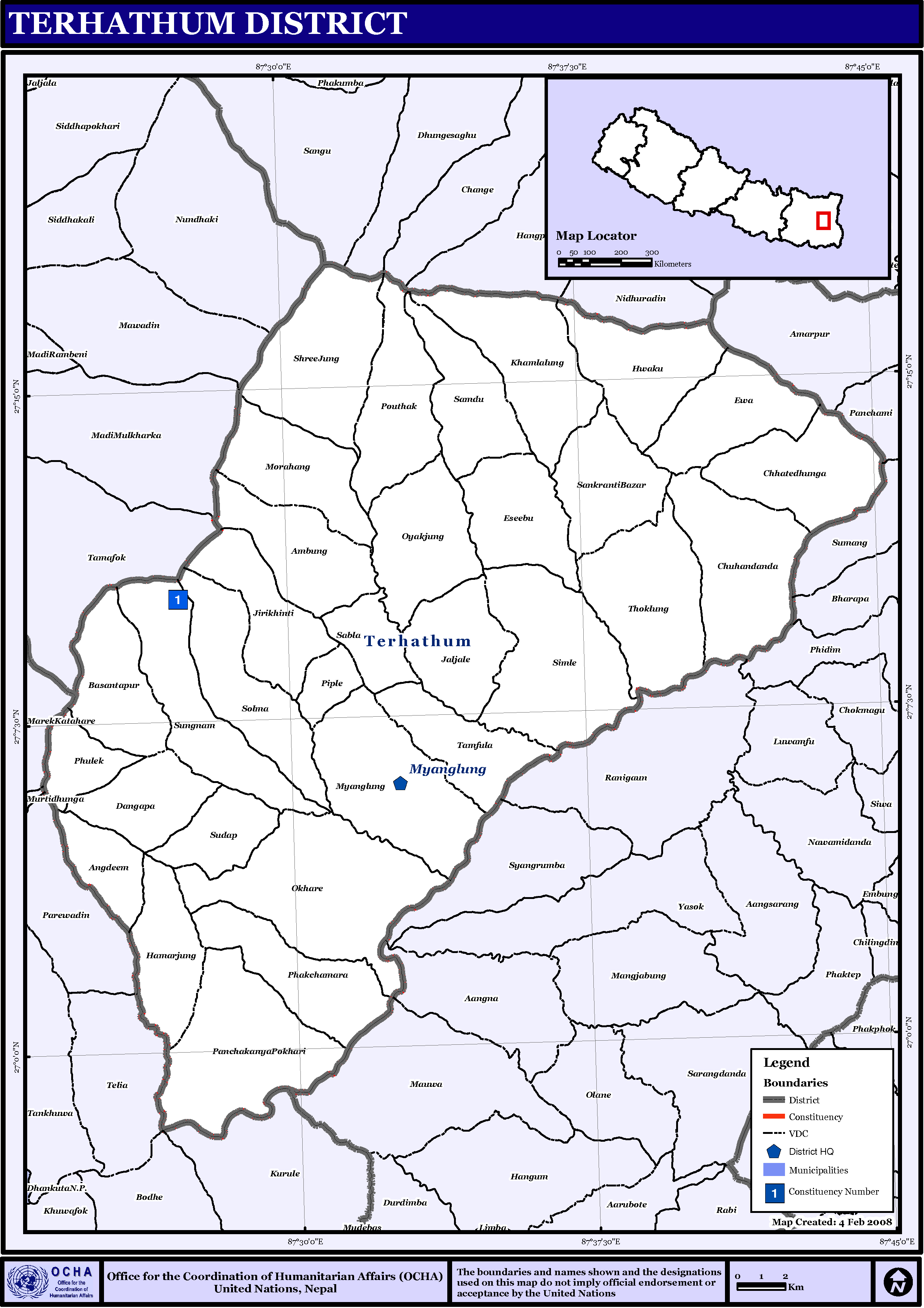
Mapa dos VDC de Terhathum

Tehrathum é composto por 32 vilas (VDC):
- Ambung
- Angdeem
- Basantapur
- Chhate Dhunga
- Chuhandanda
- Dangpa
- Eseebu
- Hamarjung
- Hawaku
- Jaljale
- Jirikhinti
- Khamlalung
- Morahang
- Myanglung
- Okhare
- Oyakjung
- Panchakanya Pokhari
- Phakchamara
- Phulek
- Piple
- Pouthak
- Sabla
- Samdu
- Sankranti Bazar
- Shree Jung
- Simle
- Solma
- Sudap
- Sungnam
- Tamfula
- Thoklung